# 太田美知彦
太田 美知彦（太田 美智彦、おおた みちひこ、1964年11月23日 -）は、日本の作曲家、編曲家、キーボーディスト、ギタリスト、ベーシスト、歌手。

## 略歴
長野県出身。長野県長野商業高等学校卒業後、1983年、原田真二&クライシスのメンバーとしてデビュー。爆風スランプ、中原めいこ、TOM★CAT、吉川晃司、稲垣潤一、山本英美、T-BOLANなど様々なアーティストのサポートを務め、1988年4月にワーナー・パイオニアから、「さよならイリュージョン」でメジャー・デビュー。シングル5枚とアルバム3枚を発表。その後に作曲家、編曲家としての活動が中心となる。
1994年に放映された「キャプテン翼J」1997年から1998年にかけて放映された「中華一番!」の音楽、1999年度に放映された『デジモンアドベンチャー』の挿入歌「brave heart」、2000年度に放映された『デジモンアドベンチャー02』の主題歌「ターゲット〜赤い衝撃〜」などを作曲した。
2005年、北野 明名義で作曲した氷川きよしの「初恋列車」が、第47回日本レコード大賞金賞を受賞。2013年、SKE48に楽曲提供した「羽豆岬」の歌碑（石碑）が愛知県南知多町にある同名の岬に建立された。

## 作品

### シングル
- さよならイリュージョン（1988年）
- 夏の幻（1988年）
- SLASH!!（2001年、『デジモンテイマーズ』挿入歌）
- よさこいウララ （2003年）
- 吠えろドラゴンズ（2005年、中日ドラゴンズ応援歌） ※北野明名義
- つばさ（2008年） ※セルフカバー
- あなたに逢いたい（2011年）

### アルバム
- STARTING OVER（1988年）
- デジモンミュージック 太田美知彦セルフカバー集〜未来へのメッセージ〜 （2002年）
  1. brave heart
  2. ターゲット～赤い衝撃～
  3. Team (with AiM)
  4. Across the tears
  5. 本当の強さ (with Koji Wada)
  6. SLASH!!
  7. 3 Primary colors (with AiM & Koji Wada)
  8. 未来へのメッセージ
  9. My Melody～未来へのメッセージ (ボーナストラック)
- あなたに逢いにいきます（2015年）
  1. UTA・KIZUNA ～あなたに届きますように～
  2. Hello
  3. Need you
  4. ほほえみの種
  5. テール・ランプ
  6. また会えるといいな
  7. もうひとつのhappiness
  8. 終わりのない恋
  9. 涙ひとしずく
  10. あなたの心に寄り添いたくて ～夕張四季の歌～
  11. 夢のつづき
  12. あなたに逢いにいきます

### 出演作品
- ベイサイド・バイオレンス 群狼（ビデオ映画、1991年）

## 提供作品

### アニメーション
- アラレ!パラレ!（ドクタースランプ 第3期OP・作曲、編曲）
- 妖怪横丁ゲゲゲ節（ゲゲゲの鬼太郎 第5シリーズ第2期エンディングテーマ・作曲、編曲）
- デジモンシリーズ オープニングテーマ（作曲、編曲）、エンディングテーマ（作曲、編曲）、挿入歌（作曲、編曲、歌）他
  - デジモンアドベンチャー（1999年）
    - 挿入歌「brave heart」（歌：宮崎歩、作詞：大森祥子）他

  - デジモンアドベンチャー02（2000年）
    - OP「ターゲット〜赤い衝撃〜」（歌：和田光司、作詞：松木悠）
    - ED「いつも いつでも」（編曲担当、歌：AiM、作詞：松木悠、作曲：白川明）
    - 挿入歌「Break up!」「Beat Hit!」（歌：ともに宮崎歩、作詞：山田ひろし）他

  - デジモンテイマーズ（2001年）
    - OP「The Biggest Dreamer」（歌：和田光司、作詞：山田ひろし）
    - 挿入歌「SLASH!!」（作詞：山田ひろし、前述のように太田自身が歌っている）
    - 「One Vision」（歌：谷本貴義、作詞：山田ひろし）他

  - デジモンフロンティア（2002年）
    - OP「FIRE!!」（歌：和田光司、作詞：山田ひろし）
    - 後期ED「an Endless tale」（歌：和田光司&AiM、作詞：山田ひろし）他

  - デジモンセイバーズ（2006年）
    - 挿入歌「Believer」（歌：Ikuo、作詞：山田ひろし）
- 金色のガッシュ（2004年）テーマソング『見えない翼』（歌：谷本貴義　作詞：太田美知彦）
- 中華一番! - 音楽
- キャプテン翼J - 音楽
- 空想科学世界ガリバーボーイ - 主題歌（編曲）、エンディング（作曲・編曲）歌唱:尾崎紀世彦
- 君のいる町 - ED「君のいる町」、「君のいる町〜Answer Songs ver.〜」（作曲）（作詞：山田ひろし、歌：桐島青大（細谷佳正））

### 楽曲
あいざき進也
- テールランプ（作曲・編曲）
- 旅路（作曲・編曲）
- ケセラセラ（作曲・編曲）

石井ゆき
- 電話してダーリン（作曲）

伊東たけし
- HighBlow（作曲）

AKB48
- 好きと言えば良かった（作曲）
- 背中から抱きしめて（作曲）
- だけど...（作曲）
- ガラスのI LOVE YOU（作曲）
- 未来の扉（作曲）
- 日付変更線（作曲）
- 恋のPLAN（作曲）
- JESUS（作曲）
- ご機嫌ななめなマーメイド（作曲）
- メロスの道（作曲）
- 支え（作曲）
- Waiting room（作曲）

SKE48
- 羽豆岬（作曲）

榎本加奈子
- ありがとう（作曲）

尾崎紀世彦
- 鏡の中の勇者（作曲・編曲）

小野正利
- 今僕に何ができるだろう（作曲）
- Heart（作曲）

kyo
- Sha la la（作曲）

KYOKO
- 風のレジェンズ（作曲）

class
- 永遠の素顔（作曲）
- 百万本の雨（作曲）

clubD（ダチョウ倶楽部）
- ノストラダムスをぶっ飛ばせ（作曲・編曲）

小橋賢児
- Please Please Please（作曲）

ゴルゴ松本withレッド吉田
- 命音頭（作曲）

坂井未唯子
- 君を見つめているから（作曲）

椎名へきる
- 2センチのせつなさ（作曲）
- 少女爆弾（作曲）
- コドモなオトナとつきあう方法（作曲）
- キメて見せてよGet Back!（作曲）

柴田恭兵
- TRASH（作曲）

涼風真世
- 空だけはそこにある（作曲）

鈴木崇
- はじめての鈴木くん（アコムCMソング）（共作曲・編曲）

SMAP
- 日曜日のアニキの役（作曲）
- 泣きたい気持ち（作曲）
- 歯が痛い（作曲）

坪倉唯子
- poison blue（作曲）

ドクタースランプオールスターズ
- アラレ!パラレ!（作曲、編曲）

とんねるず
- ひまわりの季節（作曲）

西口久美子（青い三角定規）
- 青春の忘れもの（作曲・編曲）

NUU
- 青いドレス（作曲）

忍者
- Prisoner（作曲）

乃木坂46
- 白い雲にのって（作曲・編曲）

林原めぐみ
- brave heart（作曲）

光GENJI SUPER 5
- Melody Five（作曲）

氷川きよし
- 初恋列車（作曲）

藤重政孝
- Your,,（作曲）

堀江由衣
- 桜（編曲）
- 着心地の悪い恋なんて（編曲）
- ラブリー（編曲）
- 翼（Album Mix）（編曲）

本田美奈子.
- つばさ（作曲）

松崎しげる
- Eternal Love（作曲）

MITSUO
- 夏のRevolution（作曲）

森口博子
- もっとうまく好きと言えたなら（作曲）

森脇健児
- 真秋のファンタジー（作曲）

諸星和己
- ECSTACY（作曲）
- あの日のこと（作曲）
- Thankyou and Forever（作曲）

山形ユキオ
- ウィニング・ラン! - 風になりたい -（作曲・編曲）

やまとなでしこ
- 恋の天使 舞い降りて（編曲）
- もうひとりの私（作曲・編曲）

和央ようか
- 僕らの未来（作曲）